# Geochelone burchardi
La tartaruga gigante di Tenerife  (Geochelone burchardi) è una specie estinta di tartaruga della famiglia Testudinidae, endemica dell'isola di Tenerife nelle Isole Canarie.

## Descrizione
Era un grande tartaruga simile a quelle che attualmente si trovano in alcune isole oceaniche come le Galapagos nell'Oceano Pacifico e le Seychelles nell'Oceano Indiano. Un'altra specie estinta di testuggine, Geochelone vulcanica, esisteva sull'isola di Gran Canaria. G. burchardi era più grande, aveva un carapace con una lunghezza di circa 65-94 cm, mentre il carapace di G. vulcanica era di 61 cm.

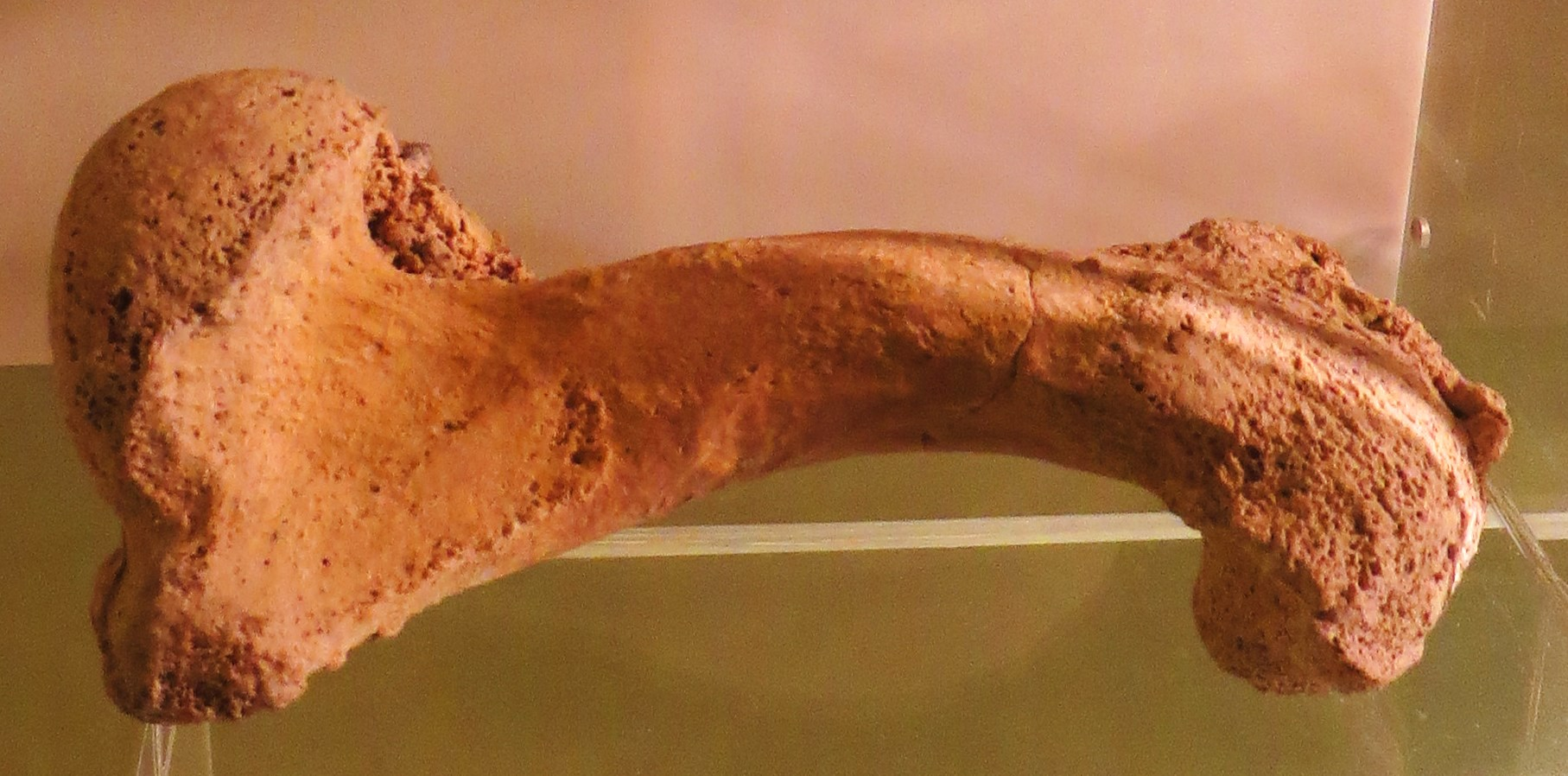
Femore di Geochelone burchardi, Museo di natura e archeologia, Santa Cruz de Tenerife

## Scoperta, evoluzione ed estinzione
I primi resti di G. burchardi datano al Miocene e si crede che questi animali abbiano abitato l'isola fino al Pleistocene superiore, quando l'attività vulcanica le ha portate all'estinzione, molto prima dell'arrivo degli esseri umani sull'isola durante l'Olocene. È stato inoltre ritrovato un nido di uova fossili nel sud di Tenerife, nel comune di Adeje. Questa specie di tartaruga gigante è stata descritta nel 1926 da Ernst Ahl. 

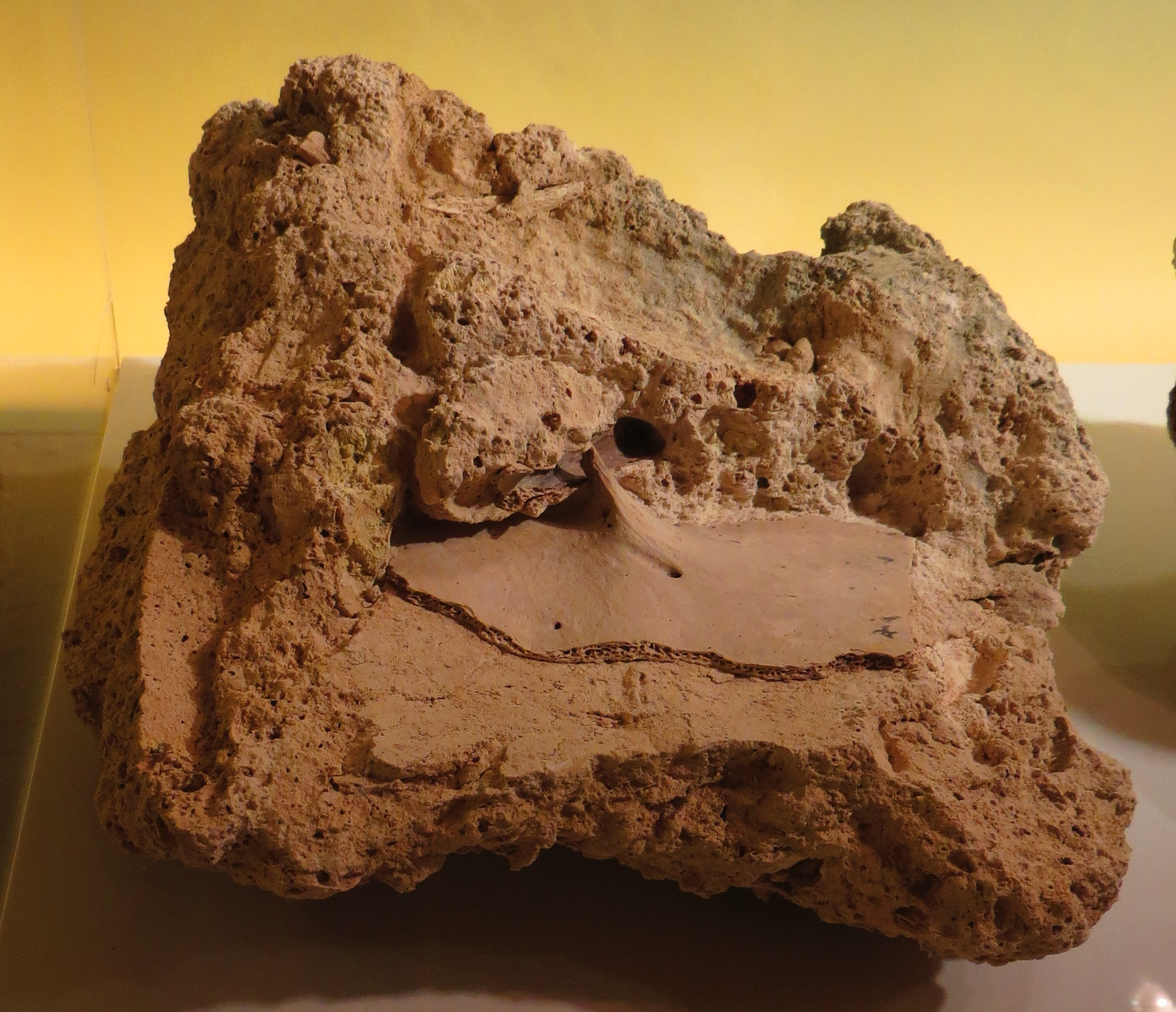
Parte del carapace di Geochelone burchardi, Museo di natura e archeologia, Santa Cruz de Tenerife

Si pensa che le tartarughe di Tenerife e di Gran Canaria si siano originate da altre specie di Geochelone che vivevano in Africa. Entrambe queste specie hanno forti legami filogenetici con varie specie nordafricane del genere Geochelone. Quindi si ritiene che gli antenati di queste tartarughe abbiano raggiunto le isole orientali delle Canarie dal continente e progressivamente si siano mosse verso ovest attraverso l'arcipelago, aumentando al contempo le dimensioni e modificando la loro morfologia per adattarsi alle condizioni dell'arcipelago.
Uova di tartaruga fossilizzate sono state trovate anche sulle isole di Lanzarote e Fuerteventura. Tuttavia, queste uova non sono ancora state adeguatamente descritte. Nonostante questo, i resti fossili di Fuerteventura sono stati collegati a G. burchardi, ma questa identificazione è incerta ed è stata messa in discussione.